# インシデンティア (小惑星)
インシデンティア (3849 Incidentia) は、小惑星帯の小惑星。V型のスペクトルを持つことから、ベスタと関連があると考えられる。エドワード・ボーエルがローウェル天文台のアンダーソン・メサ観測所で発見した。
音楽学校に因んで名付けられたとも言われているが、詳細は不明である。